# Концерт для фортепіано з оркестром № 1 (Прокоф'єв)
Концерт № 1 для фортепіано з оркестром ре-бемоль мажор (Op. 10) Сергія Прокоф'єва завершений у 1912 році. З цим концертом Прокоф'єв закінчував Петербурзьку консерваторію і виграв приз Антона Рубінштейна.
Цей концерт — найкоротший із концертів Прокоф'єва, триває близько 15 хвилин. Концерт складається з трьох частин, що слідують безперервно:
1. Allegro brioso (7–8 хв)
2. Andante assai (4–5 хв)
3. Allegro scherzando (4–5 хв)